# Haploa clymene
Haploa clymene är en fjärilsart som beskrevs av Brown 1776. Haploa clymene ingår i släktet Haploa och familjen björnspinnare. Inga underarter finns listade i Catalogue of Life.

## Bildgalleri

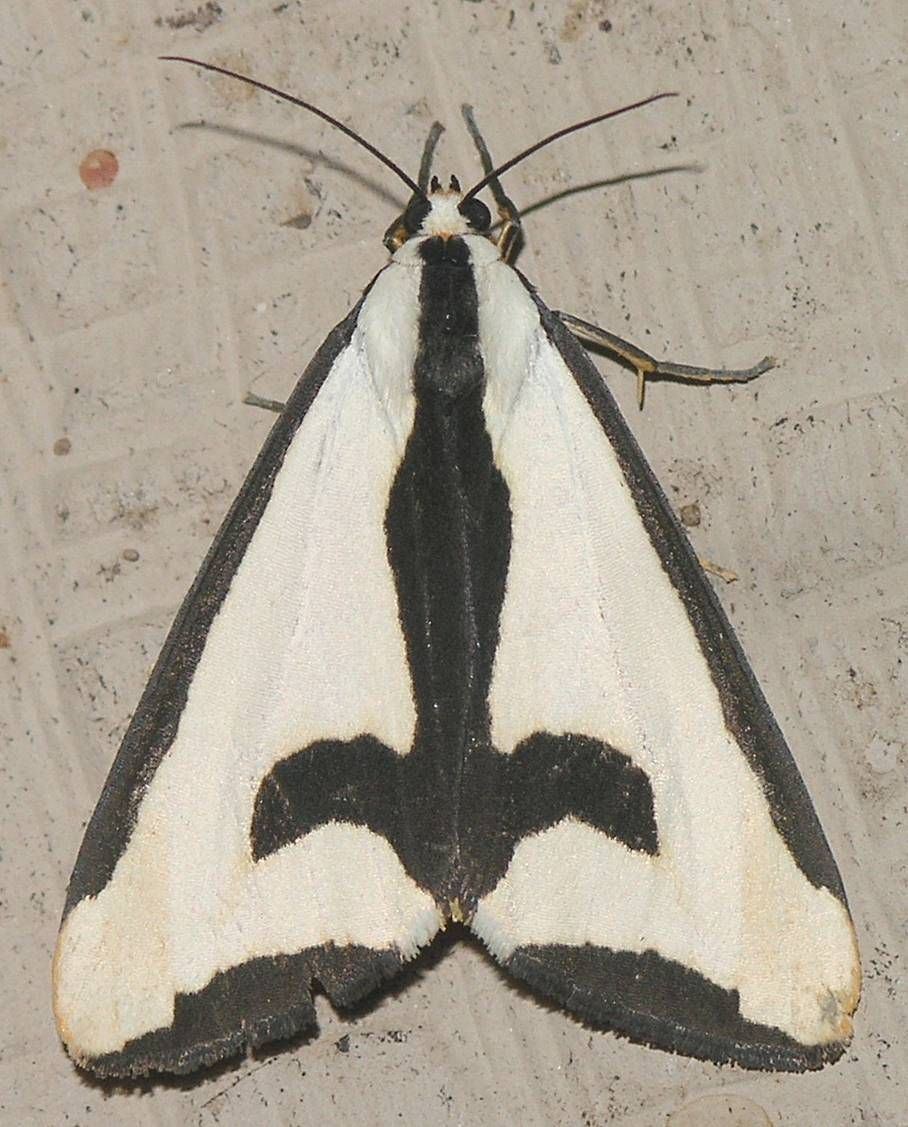
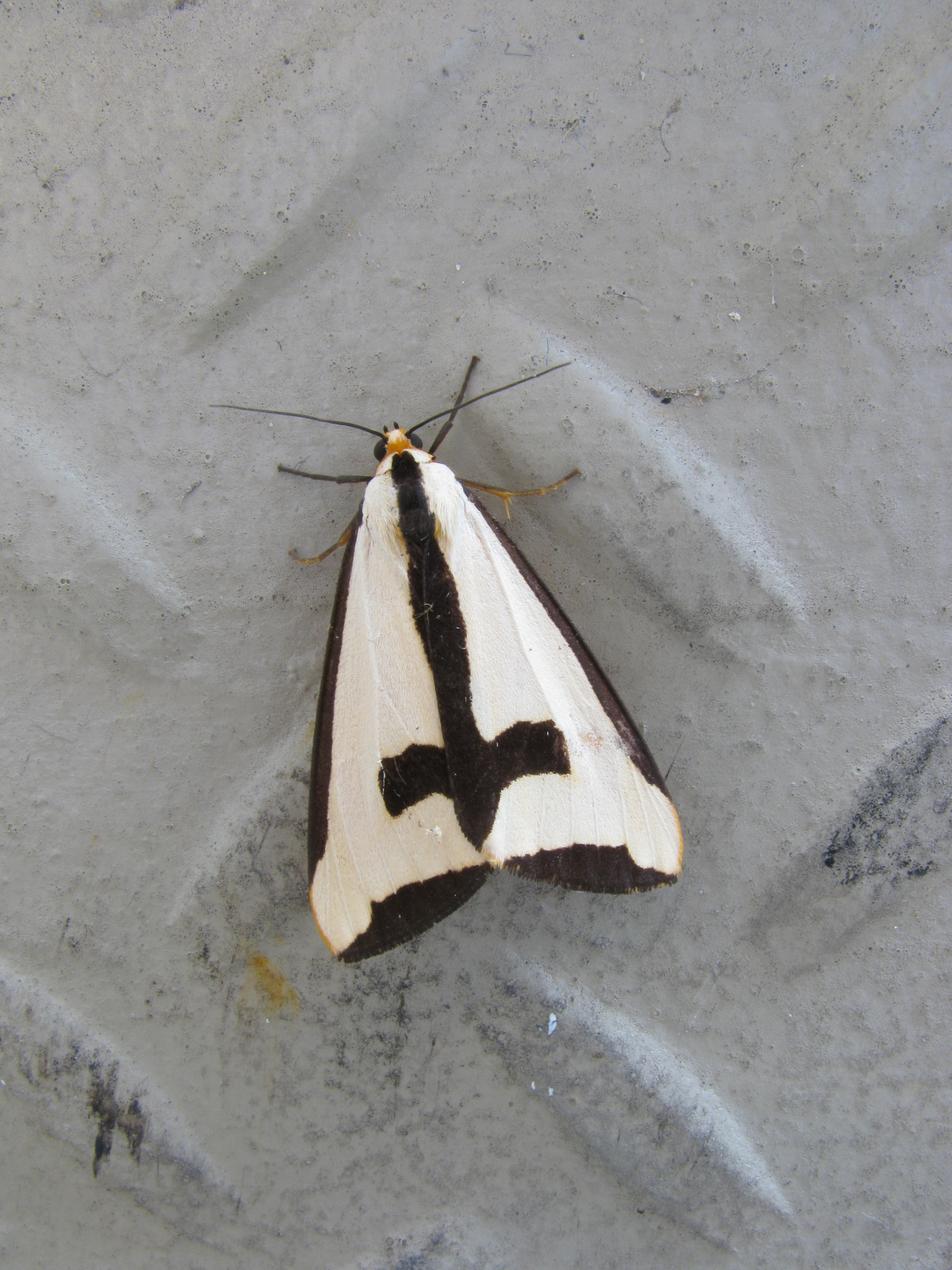
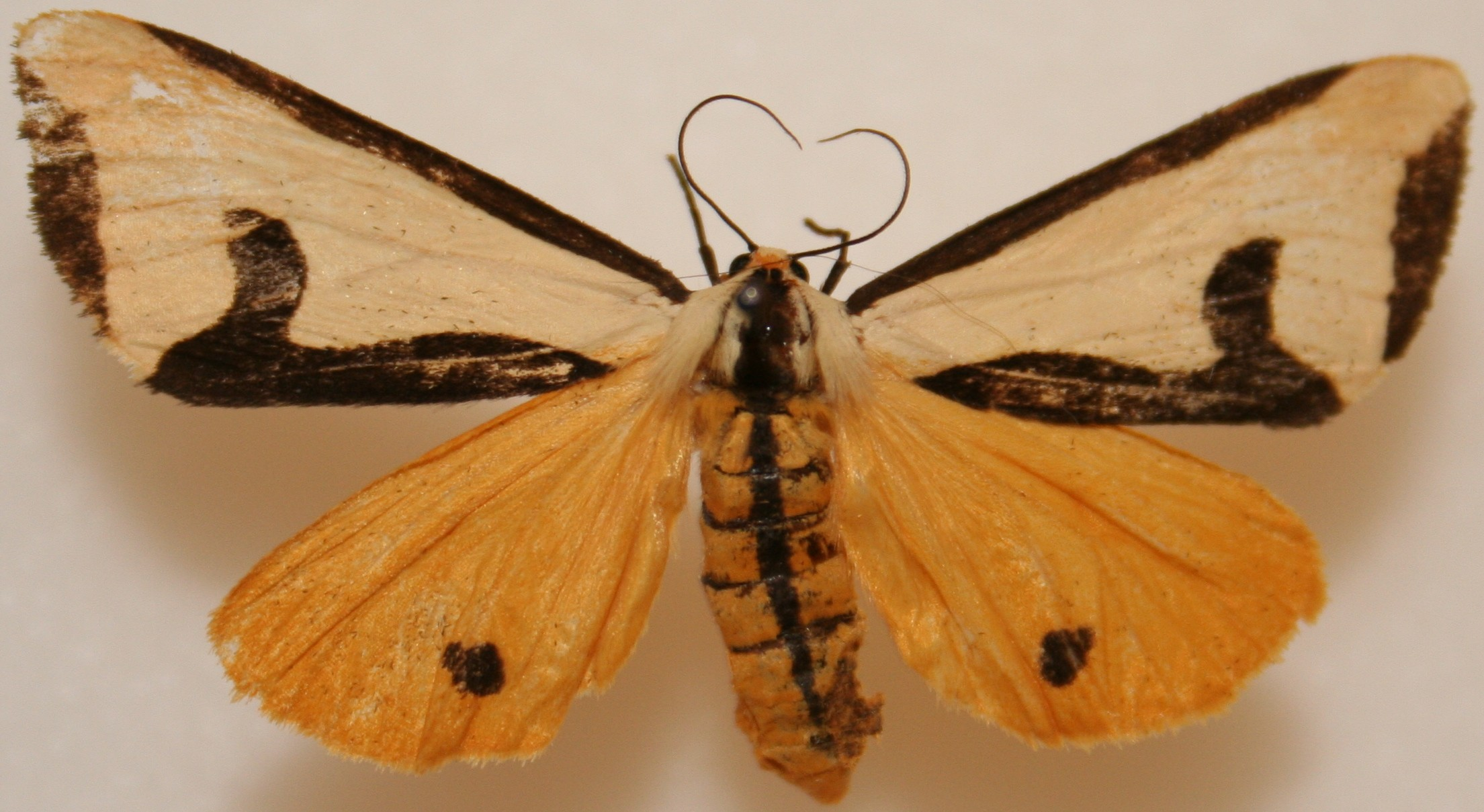
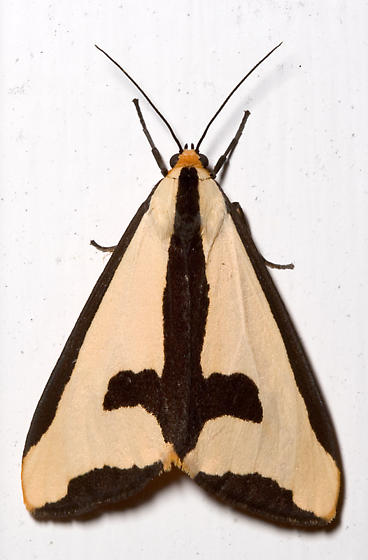